# Ковбасна революція
Ковбасна револю́ція — стихійний виступ жителів міста Чернігова проти діючої влади у різдвяні дні 1990 року. Події набули широкого резонансу, породили низку аналогічних акцій в інших містах Радянського Союзу. Результатом подій стала зміна обласного і міського партійного керівництва, посилення авторитету опозиційних політичних сил. Значних змін у політичній і соціальній сфері не відбулось.

## Передумови
Кінець 80-х років XX ст. у Радянському Союзі ознаменувався глибокими економічними проблемами, яким так і не змогла зарадити горбачовська політика перебудови. Впровадження елементів ринкової економіки при існуючій плановій, орієнтованій переважно на військово-промисловий комплекс, та збереженні старої системи розподілу призвело до негативних наслідків. Дефіцит елементарних побутових речей, а також продуктів харчування, який і до цього мав місце, став ще відчутнішим, через що довелось деякі товари відпускати по спеціальних талонах. Спочатку це були цукор, мило, борошно, потім цей список став ще більшим. Все це породжувало негативні настрої у суспільстві та критичне ставлення населення до існуючої влади. Панівна роль компартії, підпорядкування їй усіх сфер життя не відповідали потребам переважної більшості населення і були неспроможні змінити наявну соціально-економічну ситуацію, щоб задовольнити зокрема й елементарні споживчі потреби людей. У значної кількості людей, зокрема у молоді, були відсутні можливості повноцінно жити при тогочасній системі державної влади. Перебудова не вдавалася.
Чернігівська область у радянській системі розподілу була далеко не на першому місці, до того ж ситуацію ускладнили наслідки аварії на Чорнобильській АЕС. Область була однією з найбідніших за рівнем життя, тому негативне ставлення населення до обласної влади та її керівництва на чолі з тодішнім першим секретарем обкому Л. І. Палажченком зростало. Перший помітний прояв такого невдоволення ставсь 26 березня 1989 року під час виборів до Верховної Ради СРСР. Це були перші частково вільні вибори, де на більшості округах були альтернативні кандидати. Перший секретар обкому Палажченком Л. І. був зареєстрований кандидатом по округу, до якого входили північні райони області, що голосують зазвичай так, як потрібно владі. Суперником його був маловідомий простий робітник. Здавалося б, Палажченко легко повинен був би виграти, але попри вигідні умови та старання адмінресурсу переміг на виборах його суперник. Зрозуміло, що люди проголосували не стільки за суперника, скільки проти Палажченка. Але належних висновків з цього обласне керівництво так і не зробило.

## Перебіг подій
Напередодні Різдва 6 січня 1990 року в Чернігові на розі вулиць Рокосовського і Доценка десь біля 19-ї години вечора сталася ДТП. Автомобіль «Жигулі» під керування прапорщика льотного училища Анатолія Цибулько почав рух на зелений сигнал світлофора. В цей час з-за повороту виїхала облвиконкомівська «Волга» (18-15 ЧНА). В салоні були завідувач оргвідділу облвиконкому Валерій Заїка та водій Григорій Зінченко. Сталося зіткнення. Водій «Волги» намагався поїхати з місця ДТП, але не зміг, бо позаду заважав тролейбус. Від удару у «Волги» розкрився багажник і люди побачили в ньому копчену ковбасу, окороки, коньяк та інші продукти, що були на той час делікатесами і дефіцитом. Чернігівці, яким за продуктами доводилось годинами стояти в чергах, обурені несправедливістю почали громити автомобіль, потім використали його як трибуну. Виник стихійний мітинг. Потім «Волгу» потягли до будинку першого секретаря обкому. Міліція у дії не втручалась, очевидно була не готова до такої ситуації. Боязка спроба зупинити обурений люд у районі П'яти кутів біля Деснянського райкому компартії тільки розпалила протестуючих, яких на той час зібралось вже біля тисячі. Стихійний марш протесту вщух далеко за північ лише на Красній площі, куди протестуючі притягли вже досить понівечений автомобіль.
Після нічних подій була низка мітингів, один з яких, найчисленніший (близько 10 тисяч чоловік), відбувся 7 січня біля будівлі обкому. На ньому, вперше за всю історію СРСР, перший секретар обкому партії звітував перед народом про виконану роботу. Тут він заявив, що Валерій Заїка виключений з партії та понесе суворе покарання. Після мітингу прийняли резолюцію з низкою вимог, спрямованих до влади. З легкої руки одного з учасників цього мітингу, який тримав у руках плакат з гаслом «Хто з'їв моє м'ясо?», вищеописані події отримали назву «Ковбасна революція». Під час цих подій зумів себе проявити чернігівський осередок Народного Руху України за перебудову. Активісти Руху зуміли спрямувати стихійну хвилю обурення в організоване русло. Вони підготували резолюцію, яку підтримав мітинг біля обкому. Резолюція містила 18 вимог до влади, серед яких негайна відставка бюро обкому партії у повному складі, а також консервативного редактора «Деснянської правди» Музиченка І. І., відміна ст. 6 Конституції СРСР, скасування адміністративного поділу Чернігова на райони з ліквідацією відповідних районних управлінських структур, передача обкомівського готелю «Придеснянський» у комунальну власність та інші. Майже половина вимог протестантів стосувалася не «ковбасного» питання, а свободи слова, свободи проведення мирних зібрань, публічності і відкритості влади, створення незалежних ЗМІ.
Різдвяні чернігівські події викликали резонанс у всій країні. Події широко висвітлювались у пресі, на телебаченні та радіо і стали предметом обговорень на найвищому рівні. Слідом за Черніговом подібні акції протесту пройшли в ряді інших міст Радянського Союзу. Як наслідок, у відставку пішли перші особи області і міста, а з Москви прибув на місце Л. І. Палажченка (першого секретаря обкому) інший компартійний чиновник — відповідальний організатор відділу ЦК КПРС В. Т. Лісовенко, який на пленумі обкому і був обраний першим секретарем. У той же час у місті не вщухає мітингова хвиля. Чернігівці не задоволені кадровими перестановками. Звучать такі оцінки минулого пленуму: «апаратні ігри», «нас знову обдурили» тощо. Хоча цього разу партійне керівництво встигає зреагувати вчасно: поруч з'являються гасла типу «Рух — не шельмуй народ», «Ми за плюралізм думок і політичну стабільність», «Більше діла — менше слів». Врахувавши помилки свого попередника, В. Т. Лісовенку вдалось уникнути дуже гострих і масових протестів і протриматись на посаді до 23 квітня 1991 року, хоча ніяких принципових змін під час свого керівництва він так і не зробив, а вимоги січневих мітингів 1990 року в більшості так і не були виконані.

## Підсумки
Головним підсумком стала зміна керівництва. Було звільнено з посад ряд керівників області та міста, в тому числі першого секретаря Чернігівського обкому КПРС Палажченка Л. І., які втратили довіру і авторитет у жителів області. Це дозволило радянському керівництву зняти протестну напругу. Вимоги мітингу, підготовлені Народним Рухом, нове керівництво виконало в незначному обсязі. Принципових змін у суспільно-політичному житті області не сталось. Але Чернігівські події показали, що позиції компартійної верхівки не є непохитними і є інші сили, які можуть впливати на суспільне життя, якщо вони заручаться підтримкою народу. Люди зрозуміли, що разом вони можуть щось змінити. Після Чернігова інші міста країни провели аналогічні мітинги і протести. Одна з найвідоміших акцій це Революція на граніті. Чернігівська Ковбасна революція стала однією з тих подій, яка зіграла важливу роль у становленні незалежності України.